# Kutnohorský náboženský mír
Kutnohorský náboženský mír byl uzavřen v březnu roku 1485 na českém zemském sněmu v Kutné Hoře mezi kališníky a katolíky. V této dohodě mezi zástupci obou stran byla basilejská kompaktáta prohlášena za základní zemský zákon, kališnická i katolická víra byly zrovnoprávněny a na 31 let byl vyhlášen náboženský mír v zemi. Tato smlouva uzavřela dlouholeté náboženské spory v Čechách a znamenala definitivní tečku za husitskými válkami. Na sněmu v roce 1512 byla pak smlouva potvrzena a prodloužena na věčné časy. Náboženský mír a tolerance přispěly k rozvoji země během dlouhého 16. století (1500–1618). S příchodem německé reformace však tento model dvojvěří postupně zastaral, což vyústilo v další problémy náboženského charakteru a nové spory mezi stavy a králem. 